# Koniuszy wielki litewski
Koniuszy wielki litewski (łac. agazo, praefectus stabuli) – urząd dworski I Rzeczypospolitej.
Urząd utworzony w Wielkim Księstwie Litewskim za czasów Zygmunta Augusta jako odpowiednik urzędu koniuszego wielkiego koronnego, lecz tu wyłącznie jako urząd honorowy, właściwe zaś obowiązki koniuszego wykonywał podkoniuszy (subagazo). W końcu XVII wieku koniuszy wielki został jednym z dygnitarzy państwowych.

## Koniuszowie wielcy litewscy
| Imię i nazwisko               | Okres urzędowania | p.    |
| ----------------------------- | ----------------- | ----- |
| Wasyl Bohdanowicz Czyż        | 1524              | [ 1 ] |
| Bazyli Mintowt-Czyż           |                   | [ 2 ] |
| Mikołaj Andruszewicz          | 1544              | [ 2 ] |
| Hieronim                      | 1550              | [ 2 ] |
| Hieronim Korycki              |                   | [ 2 ] |
| Teodor Hołownia-Ostrożecki    | 1569              | [ 2 ] |
| Hieronim Chodkiewicz          | 1588              | [ 2 ] |
| Paweł Stefan Sapieha          | 1593              | [ 3 ] |
| Jakub Piasecki                |                   | [ 2 ] |
| Krzysztof Chodkiewicz         | 1623              | [ 2 ] |
| Jan Kazimierz Chodkiewicz     | 1633              | [ 2 ] |
| Bogusław Radziwiłł            | 1646              | [ 2 ] |
| Franciszek Stefan Sapieha     | 1670              | [ 2 ] |
| Abraham Konstanty Gołuchowski |                   | [ 2 ] |
| Karol Stanisław Radziwiłł     | 1686              | [ 2 ] |
| Michał Franciszek Sapieha     | 1690              | [ 2 ] |
| Daniel Wyhowski               | 1707–1709         | [ 4 ] |
| Jakub Henryk Flemming         |                   | [ 5 ] |
| Michał Kazimierz Radziwiłł    | 1728              | [ 2 ] |
| Udalryk Krzysztof Radziwiłł   | 1734              | [ 2 ] |
| Michał Brzostowski            | 1762              | [ 2 ] |
| Antoni Tyzenhauz              | 1764–1765         | [ 6 ] |
| Dominik Aleksandrowicz        | 1771              | [ 2 ] |
| Michał Grzegorz Grabowski     | 1791              | [ 2 ] |